# Жардин, Гомис
Жозе́ Го́мис ди Васконсе́лус Жарди́н (порт. José Gomes de Vasconcelos Jardim; 1 января 1773 — 1 декабря 1854) — бразильский фазендейру, врач, а также военный и политический деятель. Один из руководителей республиканского восстания Фаррапус, боровшегося за независимость провинции Риу-Гранди-ду-Сул. Второй президент Республики Риу-Гранди (1843—1845).

## Восстание Фаррапус
Жардин участвовал в восстании Фаррапус с самого начала и был одним из его руководителей. После того, как повстанцы провозгласили независимую Республику Риу-Гранди, 5 ноября 1836 года они избрали Бенту Гонсалвиса президентом, а Жардина — вице-президентом. Но так как в это время Гонсалвис находился в плену у правительственных войск, обязанности президента стал временно исполнять Жардин.
В сентябре 1837 года Гонсалвис бежал из плена и вновь включился в борьбу, однако в августе 1843 года он покинул пост президента в связи с разногласиями в руководстве республики. Жардин, как вице-президент, вновь занял его место. Под его руководством в 1845 году Республика Риу-Гранди заключила перемирие с имперским правительством.